# Polovnik
Polovnik je gorski greben v zahodnem delu Krnske skupine okoli katerega naredi reka Soča veliko koleno. Manj znano ime za Polovnik je Morizna in ga uporabljajo v Drežniškem kotu.
Sleme poteka v smeri vzhod - zahod med dolinama Soče in Slatnika. Na severni strani, ki gleda na Bovško kotlino, so pobočja gozdnata, južna pa so skrotasta in v glavnem porasla s travo. Na obe strani pobočja strmo padajo v dolino.
Iz grebena izstopajo nekateri posamezni vrhovi kot:
- Debeljak (1628 m),
- Krasji vrh (1773 m) na katerega vodi edina označena planinska pot in je najvišji vrh v grebenu,
- Veliki vrh (1764 m), nanj je iz Magozda speljana mulatjera iz 1. svetovne vojne, ki je že precej poškodovana
- Pirhovec (1661 m),
- Špik (1482 m),
- Nad Pečem (1458 m),
- Vrh Travnika (1476 m) in
- Veliki Polovnik (1471 m), nanj sta iz Loga Čezsoškega dve razpadajoči mulatjeri.

Polovnik je s Krnsko skupino povezan preko prevala Mali Homec (1270 m) pod katerim ležita planini Zaprikràj (1208 m) in Zaplèč (1200 m).